# ギルバート+トビン
ギルバート+トビン（英語: Gilbert + Tobin）とは、 オーストラリア・シドニーに本部を置く法律事務所。他に、メルボルンと パースに支店を持っている。
1988年にダニー・ギルバート（Danny Gilbert）とトニー・トビン（Tony Tobin）によって設立。2015年現在、200名以上のパートナーと500名以上の弁護士を抱え、オーストラリアで最も女性弁護士の多い事務所として知られている。またオーストラリアでは最初にプロボノのフルタイム弁護士を雇った事でも有名である。
2011年5月には、パースを拠点とするブラキストン & クラブ（Blakiston & Crabb）を吸収合併した。また2007年～2011年にかけて、 中国の金杜法律事務所と戦略的提携を結んでいた。

## 業務の専門分野
- 銀行・ファイナンス業
- コーポレート・ファイナンス
- 競争・規制
- 資源・エネルギー業
- 知的財産権
- メディア
- 訴訟・企業面での紛争解決
- 不動産
- 税金